# Bétheniville
Bétheniville ist eine französische Gemeinde mit 1.270 Einwohnern (Stand: 1. Januar 2022) im Département Marne in der Region Grand Est (vor 2016: Champagne-Ardenne). Die Gemeinde gehört zum Arrondissement Reims und zum Kanton Mourmelon-Vesle et Monts de Champagne.

## Geographie und Geschichte
Bétheniville liegt etwa 24 Kilometer östlich des Stadtzentrums von Reims an der Suippe. Umgeben wird Bétheniville von den Nachbargemeinden Aussonce im Norden und Nordwesten, La Neuville-en-Tourne-à-Fuy im Norden und Nordosten, Hauviné im Nordosten, Saint-Clément-à-Arnes im Osten, Saint-Hilaire-le-Petit im Südosten und Süden sowie Pontfaverger-Moronvilliers im Westen.
Vermutlich zum ersten Mal wird Bétheniville urkundlich erwähnt, als Karl der Kahle, König des Westfränkischen Reichs, im Jahr 842 hier eine Urkunde ausstellte (Regesta Imperii I,2,1, 331).

## Bevölkerungsentwicklung
| Jahr                       | 1962 | 1968 | 1975 | 1982 | 1990 | 1999 | 2006 | 2018 |
| Einwohner                  | 710  | 773  | 727  | 803  | 843  | 851  | 967  | 1281 |
| Quellen: Cassini und INSEE |      |      |      |      |      |      |      |      |

## Sehenswürdigkeiten
- Kirche Sainte-Marie-Madeleine